# Predolje
Predolje je naseljeno mjesto u općini Berkovići, Republika Srpska, BiH.

## Povijest
Do potpisivanja Daytonskog mirovnog sporazuma bilo je u sastavu općine Stolac koja je ušla u sastav Federacije BiH.

## Stanovništvo

### 1991.
Nacionalni sastav stanovništva 1991. godine, bio je sljedeći:
ukupno: 91
- Srbi - 90
- Muslimani - 1

### 2013.
Nacionalni sastav stanovništva 2013. godine, bio je sljedeći:
ukupno: 58
- Srbi - 58